# Стриптиз (шахова тема)
Те́ма стриптизу — тема в шаховій композиції. Суть теми — поєднання кількох близнюків, які утворюються шляхом зняття з шахівниці однієї фігури з попередньої позиції.

## Історія
Ідея запропонована шаховими композиторами у ХХ столітті.
Перший близнюк має певне рішення. Наступний близнюк утворюється при знятті фігури з шахівниці. Для вираження теми необхідно, щоб утворювалось хоча б два близнюки з новими розв'язками.
При утворенні близнюків проходить ніби «роздягання» шахівниці, від чого ідея дістала назву — тема стриптизу. Існує три форми теми.

## Форми вираження теми
Існують такі форми теми, в яких — поєднання паралельних близнюків, поєднання послідовних близнюків, змішана форма.

### Тема в формі паралельних близнюків
Паралельні близнюки — кожен новий близнюк утворюється від початкової позиції першого близнюка шляхом зняття лише однієї фігури, і близнюків повинно бути, як відмічено вище, більше двох.
|   | a | b | c | d | e | f | g | h |   |
| 8 | e8 білий кінь · h8 чорна тура · a7 чорний ферзь · d7 чорний пішак · h7 чорний пішак · b6 чорний пішак · g6 білий кінь · h6 білий король · d5 чорний король · g5 чорний пішак · h5 чорний слон · b4 біла тура · g4 білий слон · c3 білий пішак · b2 чорна тура · f2 білий пішак · g1 чорний слон | e8 білий кінь · h8 чорна тура · a7 чорний ферзь · d7 чорний пішак · h7 чорний пішак · b6 чорний пішак · g6 білий кінь · h6 білий король · d5 чорний король · g5 чорний пішак · h5 чорний слон · b4 біла тура · g4 білий слон · c3 білий пішак · b2 чорна тура · f2 білий пішак · g1 чорний слон | e8 білий кінь · h8 чорна тура · a7 чорний ферзь · d7 чорний пішак · h7 чорний пішак · b6 чорний пішак · g6 білий кінь · h6 білий король · d5 чорний король · g5 чорний пішак · h5 чорний слон · b4 біла тура · g4 білий слон · c3 білий пішак · b2 чорна тура · f2 білий пішак · g1 чорний слон | e8 білий кінь · h8 чорна тура · a7 чорний ферзь · d7 чорний пішак · h7 чорний пішак · b6 чорний пішак · g6 білий кінь · h6 білий король · d5 чорний король · g5 чорний пішак · h5 чорний слон · b4 біла тура · g4 білий слон · c3 білий пішак · b2 чорна тура · f2 білий пішак · g1 чорний слон | e8 білий кінь · h8 чорна тура · a7 чорний ферзь · d7 чорний пішак · h7 чорний пішак · b6 чорний пішак · g6 білий кінь · h6 білий король · d5 чорний король · g5 чорний пішак · h5 чорний слон · b4 біла тура · g4 білий слон · c3 білий пішак · b2 чорна тура · f2 білий пішак · g1 чорний слон | e8 білий кінь · h8 чорна тура · a7 чорний ферзь · d7 чорний пішак · h7 чорний пішак · b6 чорний пішак · g6 білий кінь · h6 білий король · d5 чорний король · g5 чорний пішак · h5 чорний слон · b4 біла тура · g4 білий слон · c3 білий пішак · b2 чорна тура · f2 білий пішак · g1 чорний слон | e8 білий кінь · h8 чорна тура · a7 чорний ферзь · d7 чорний пішак · h7 чорний пішак · b6 чорний пішак · g6 білий кінь · h6 білий король · d5 чорний король · g5 чорний пішак · h5 чорний слон · b4 біла тура · g4 білий слон · c3 білий пішак · b2 чорна тура · f2 білий пішак · g1 чорний слон | e8 білий кінь · h8 чорна тура · a7 чорний ферзь · d7 чорний пішак · h7 чорний пішак · b6 чорний пішак · g6 білий кінь · h6 білий король · d5 чорний король · g5 чорний пішак · h5 чорний слон · b4 біла тура · g4 білий слон · c3 білий пішак · b2 чорна тура · f2 білий пішак · g1 чорний слон | 8 |
| 7 | e8 білий кінь · h8 чорна тура · a7 чорний ферзь · d7 чорний пішак · h7 чорний пішак · b6 чорний пішак · g6 білий кінь · h6 білий король · d5 чорний король · g5 чорний пішак · h5 чорний слон · b4 біла тура · g4 білий слон · c3 білий пішак · b2 чорна тура · f2 білий пішак · g1 чорний слон | e8 білий кінь · h8 чорна тура · a7 чорний ферзь · d7 чорний пішак · h7 чорний пішак · b6 чорний пішак · g6 білий кінь · h6 білий король · d5 чорний король · g5 чорний пішак · h5 чорний слон · b4 біла тура · g4 білий слон · c3 білий пішак · b2 чорна тура · f2 білий пішак · g1 чорний слон | e8 білий кінь · h8 чорна тура · a7 чорний ферзь · d7 чорний пішак · h7 чорний пішак · b6 чорний пішак · g6 білий кінь · h6 білий король · d5 чорний король · g5 чорний пішак · h5 чорний слон · b4 біла тура · g4 білий слон · c3 білий пішак · b2 чорна тура · f2 білий пішак · g1 чорний слон | e8 білий кінь · h8 чорна тура · a7 чорний ферзь · d7 чорний пішак · h7 чорний пішак · b6 чорний пішак · g6 білий кінь · h6 білий король · d5 чорний король · g5 чорний пішак · h5 чорний слон · b4 біла тура · g4 білий слон · c3 білий пішак · b2 чорна тура · f2 білий пішак · g1 чорний слон | e8 білий кінь · h8 чорна тура · a7 чорний ферзь · d7 чорний пішак · h7 чорний пішак · b6 чорний пішак · g6 білий кінь · h6 білий король · d5 чорний король · g5 чорний пішак · h5 чорний слон · b4 біла тура · g4 білий слон · c3 білий пішак · b2 чорна тура · f2 білий пішак · g1 чорний слон | e8 білий кінь · h8 чорна тура · a7 чорний ферзь · d7 чорний пішак · h7 чорний пішак · b6 чорний пішак · g6 білий кінь · h6 білий король · d5 чорний король · g5 чорний пішак · h5 чорний слон · b4 біла тура · g4 білий слон · c3 білий пішак · b2 чорна тура · f2 білий пішак · g1 чорний слон | e8 білий кінь · h8 чорна тура · a7 чорний ферзь · d7 чорний пішак · h7 чорний пішак · b6 чорний пішак · g6 білий кінь · h6 білий король · d5 чорний король · g5 чорний пішак · h5 чорний слон · b4 біла тура · g4 білий слон · c3 білий пішак · b2 чорна тура · f2 білий пішак · g1 чорний слон | e8 білий кінь · h8 чорна тура · a7 чорний ферзь · d7 чорний пішак · h7 чорний пішак · b6 чорний пішак · g6 білий кінь · h6 білий король · d5 чорний король · g5 чорний пішак · h5 чорний слон · b4 біла тура · g4 білий слон · c3 білий пішак · b2 чорна тура · f2 білий пішак · g1 чорний слон | 7 |
| 6 | e8 білий кінь · h8 чорна тура · a7 чорний ферзь · d7 чорний пішак · h7 чорний пішак · b6 чорний пішак · g6 білий кінь · h6 білий король · d5 чорний король · g5 чорний пішак · h5 чорний слон · b4 біла тура · g4 білий слон · c3 білий пішак · b2 чорна тура · f2 білий пішак · g1 чорний слон | e8 білий кінь · h8 чорна тура · a7 чорний ферзь · d7 чорний пішак · h7 чорний пішак · b6 чорний пішак · g6 білий кінь · h6 білий король · d5 чорний король · g5 чорний пішак · h5 чорний слон · b4 біла тура · g4 білий слон · c3 білий пішак · b2 чорна тура · f2 білий пішак · g1 чорний слон | e8 білий кінь · h8 чорна тура · a7 чорний ферзь · d7 чорний пішак · h7 чорний пішак · b6 чорний пішак · g6 білий кінь · h6 білий король · d5 чорний король · g5 чорний пішак · h5 чорний слон · b4 біла тура · g4 білий слон · c3 білий пішак · b2 чорна тура · f2 білий пішак · g1 чорний слон | e8 білий кінь · h8 чорна тура · a7 чорний ферзь · d7 чорний пішак · h7 чорний пішак · b6 чорний пішак · g6 білий кінь · h6 білий король · d5 чорний король · g5 чорний пішак · h5 чорний слон · b4 біла тура · g4 білий слон · c3 білий пішак · b2 чорна тура · f2 білий пішак · g1 чорний слон | e8 білий кінь · h8 чорна тура · a7 чорний ферзь · d7 чорний пішак · h7 чорний пішак · b6 чорний пішак · g6 білий кінь · h6 білий король · d5 чорний король · g5 чорний пішак · h5 чорний слон · b4 біла тура · g4 білий слон · c3 білий пішак · b2 чорна тура · f2 білий пішак · g1 чорний слон | e8 білий кінь · h8 чорна тура · a7 чорний ферзь · d7 чорний пішак · h7 чорний пішак · b6 чорний пішак · g6 білий кінь · h6 білий король · d5 чорний король · g5 чорний пішак · h5 чорний слон · b4 біла тура · g4 білий слон · c3 білий пішак · b2 чорна тура · f2 білий пішак · g1 чорний слон | e8 білий кінь · h8 чорна тура · a7 чорний ферзь · d7 чорний пішак · h7 чорний пішак · b6 чорний пішак · g6 білий кінь · h6 білий король · d5 чорний король · g5 чорний пішак · h5 чорний слон · b4 біла тура · g4 білий слон · c3 білий пішак · b2 чорна тура · f2 білий пішак · g1 чорний слон | e8 білий кінь · h8 чорна тура · a7 чорний ферзь · d7 чорний пішак · h7 чорний пішак · b6 чорний пішак · g6 білий кінь · h6 білий король · d5 чорний король · g5 чорний пішак · h5 чорний слон · b4 біла тура · g4 білий слон · c3 білий пішак · b2 чорна тура · f2 білий пішак · g1 чорний слон | 6 |
| 5 | e8 білий кінь · h8 чорна тура · a7 чорний ферзь · d7 чорний пішак · h7 чорний пішак · b6 чорний пішак · g6 білий кінь · h6 білий король · d5 чорний король · g5 чорний пішак · h5 чорний слон · b4 біла тура · g4 білий слон · c3 білий пішак · b2 чорна тура · f2 білий пішак · g1 чорний слон | e8 білий кінь · h8 чорна тура · a7 чорний ферзь · d7 чорний пішак · h7 чорний пішак · b6 чорний пішак · g6 білий кінь · h6 білий король · d5 чорний король · g5 чорний пішак · h5 чорний слон · b4 біла тура · g4 білий слон · c3 білий пішак · b2 чорна тура · f2 білий пішак · g1 чорний слон | e8 білий кінь · h8 чорна тура · a7 чорний ферзь · d7 чорний пішак · h7 чорний пішак · b6 чорний пішак · g6 білий кінь · h6 білий король · d5 чорний король · g5 чорний пішак · h5 чорний слон · b4 біла тура · g4 білий слон · c3 білий пішак · b2 чорна тура · f2 білий пішак · g1 чорний слон | e8 білий кінь · h8 чорна тура · a7 чорний ферзь · d7 чорний пішак · h7 чорний пішак · b6 чорний пішак · g6 білий кінь · h6 білий король · d5 чорний король · g5 чорний пішак · h5 чорний слон · b4 біла тура · g4 білий слон · c3 білий пішак · b2 чорна тура · f2 білий пішак · g1 чорний слон | e8 білий кінь · h8 чорна тура · a7 чорний ферзь · d7 чорний пішак · h7 чорний пішак · b6 чорний пішак · g6 білий кінь · h6 білий король · d5 чорний король · g5 чорний пішак · h5 чорний слон · b4 біла тура · g4 білий слон · c3 білий пішак · b2 чорна тура · f2 білий пішак · g1 чорний слон | e8 білий кінь · h8 чорна тура · a7 чорний ферзь · d7 чорний пішак · h7 чорний пішак · b6 чорний пішак · g6 білий кінь · h6 білий король · d5 чорний король · g5 чорний пішак · h5 чорний слон · b4 біла тура · g4 білий слон · c3 білий пішак · b2 чорна тура · f2 білий пішак · g1 чорний слон | e8 білий кінь · h8 чорна тура · a7 чорний ферзь · d7 чорний пішак · h7 чорний пішак · b6 чорний пішак · g6 білий кінь · h6 білий король · d5 чорний король · g5 чорний пішак · h5 чорний слон · b4 біла тура · g4 білий слон · c3 білий пішак · b2 чорна тура · f2 білий пішак · g1 чорний слон | e8 білий кінь · h8 чорна тура · a7 чорний ферзь · d7 чорний пішак · h7 чорний пішак · b6 чорний пішак · g6 білий кінь · h6 білий король · d5 чорний король · g5 чорний пішак · h5 чорний слон · b4 біла тура · g4 білий слон · c3 білий пішак · b2 чорна тура · f2 білий пішак · g1 чорний слон | 5 |
| 4 | e8 білий кінь · h8 чорна тура · a7 чорний ферзь · d7 чорний пішак · h7 чорний пішак · b6 чорний пішак · g6 білий кінь · h6 білий король · d5 чорний король · g5 чорний пішак · h5 чорний слон · b4 біла тура · g4 білий слон · c3 білий пішак · b2 чорна тура · f2 білий пішак · g1 чорний слон | e8 білий кінь · h8 чорна тура · a7 чорний ферзь · d7 чорний пішак · h7 чорний пішак · b6 чорний пішак · g6 білий кінь · h6 білий король · d5 чорний король · g5 чорний пішак · h5 чорний слон · b4 біла тура · g4 білий слон · c3 білий пішак · b2 чорна тура · f2 білий пішак · g1 чорний слон | e8 білий кінь · h8 чорна тура · a7 чорний ферзь · d7 чорний пішак · h7 чорний пішак · b6 чорний пішак · g6 білий кінь · h6 білий король · d5 чорний король · g5 чорний пішак · h5 чорний слон · b4 біла тура · g4 білий слон · c3 білий пішак · b2 чорна тура · f2 білий пішак · g1 чорний слон | e8 білий кінь · h8 чорна тура · a7 чорний ферзь · d7 чорний пішак · h7 чорний пішак · b6 чорний пішак · g6 білий кінь · h6 білий король · d5 чорний король · g5 чорний пішак · h5 чорний слон · b4 біла тура · g4 білий слон · c3 білий пішак · b2 чорна тура · f2 білий пішак · g1 чорний слон | e8 білий кінь · h8 чорна тура · a7 чорний ферзь · d7 чорний пішак · h7 чорний пішак · b6 чорний пішак · g6 білий кінь · h6 білий король · d5 чорний король · g5 чорний пішак · h5 чорний слон · b4 біла тура · g4 білий слон · c3 білий пішак · b2 чорна тура · f2 білий пішак · g1 чорний слон | e8 білий кінь · h8 чорна тура · a7 чорний ферзь · d7 чорний пішак · h7 чорний пішак · b6 чорний пішак · g6 білий кінь · h6 білий король · d5 чорний король · g5 чорний пішак · h5 чорний слон · b4 біла тура · g4 білий слон · c3 білий пішак · b2 чорна тура · f2 білий пішак · g1 чорний слон | e8 білий кінь · h8 чорна тура · a7 чорний ферзь · d7 чорний пішак · h7 чорний пішак · b6 чорний пішак · g6 білий кінь · h6 білий король · d5 чорний король · g5 чорний пішак · h5 чорний слон · b4 біла тура · g4 білий слон · c3 білий пішак · b2 чорна тура · f2 білий пішак · g1 чорний слон | e8 білий кінь · h8 чорна тура · a7 чорний ферзь · d7 чорний пішак · h7 чорний пішак · b6 чорний пішак · g6 білий кінь · h6 білий король · d5 чорний король · g5 чорний пішак · h5 чорний слон · b4 біла тура · g4 білий слон · c3 білий пішак · b2 чорна тура · f2 білий пішак · g1 чорний слон | 4 |
| 3 | e8 білий кінь · h8 чорна тура · a7 чорний ферзь · d7 чорний пішак · h7 чорний пішак · b6 чорний пішак · g6 білий кінь · h6 білий король · d5 чорний король · g5 чорний пішак · h5 чорний слон · b4 біла тура · g4 білий слон · c3 білий пішак · b2 чорна тура · f2 білий пішак · g1 чорний слон | e8 білий кінь · h8 чорна тура · a7 чорний ферзь · d7 чорний пішак · h7 чорний пішак · b6 чорний пішак · g6 білий кінь · h6 білий король · d5 чорний король · g5 чорний пішак · h5 чорний слон · b4 біла тура · g4 білий слон · c3 білий пішак · b2 чорна тура · f2 білий пішак · g1 чорний слон | e8 білий кінь · h8 чорна тура · a7 чорний ферзь · d7 чорний пішак · h7 чорний пішак · b6 чорний пішак · g6 білий кінь · h6 білий король · d5 чорний король · g5 чорний пішак · h5 чорний слон · b4 біла тура · g4 білий слон · c3 білий пішак · b2 чорна тура · f2 білий пішак · g1 чорний слон | e8 білий кінь · h8 чорна тура · a7 чорний ферзь · d7 чорний пішак · h7 чорний пішак · b6 чорний пішак · g6 білий кінь · h6 білий король · d5 чорний король · g5 чорний пішак · h5 чорний слон · b4 біла тура · g4 білий слон · c3 білий пішак · b2 чорна тура · f2 білий пішак · g1 чорний слон | e8 білий кінь · h8 чорна тура · a7 чорний ферзь · d7 чорний пішак · h7 чорний пішак · b6 чорний пішак · g6 білий кінь · h6 білий король · d5 чорний король · g5 чорний пішак · h5 чорний слон · b4 біла тура · g4 білий слон · c3 білий пішак · b2 чорна тура · f2 білий пішак · g1 чорний слон | e8 білий кінь · h8 чорна тура · a7 чорний ферзь · d7 чорний пішак · h7 чорний пішак · b6 чорний пішак · g6 білий кінь · h6 білий король · d5 чорний король · g5 чорний пішак · h5 чорний слон · b4 біла тура · g4 білий слон · c3 білий пішак · b2 чорна тура · f2 білий пішак · g1 чорний слон | e8 білий кінь · h8 чорна тура · a7 чорний ферзь · d7 чорний пішак · h7 чорний пішак · b6 чорний пішак · g6 білий кінь · h6 білий король · d5 чорний король · g5 чорний пішак · h5 чорний слон · b4 біла тура · g4 білий слон · c3 білий пішак · b2 чорна тура · f2 білий пішак · g1 чорний слон | e8 білий кінь · h8 чорна тура · a7 чорний ферзь · d7 чорний пішак · h7 чорний пішак · b6 чорний пішак · g6 білий кінь · h6 білий король · d5 чорний король · g5 чорний пішак · h5 чорний слон · b4 біла тура · g4 білий слон · c3 білий пішак · b2 чорна тура · f2 білий пішак · g1 чорний слон | 3 |
| 2 | e8 білий кінь · h8 чорна тура · a7 чорний ферзь · d7 чорний пішак · h7 чорний пішак · b6 чорний пішак · g6 білий кінь · h6 білий король · d5 чорний король · g5 чорний пішак · h5 чорний слон · b4 біла тура · g4 білий слон · c3 білий пішак · b2 чорна тура · f2 білий пішак · g1 чорний слон | e8 білий кінь · h8 чорна тура · a7 чорний ферзь · d7 чорний пішак · h7 чорний пішак · b6 чорний пішак · g6 білий кінь · h6 білий король · d5 чорний король · g5 чорний пішак · h5 чорний слон · b4 біла тура · g4 білий слон · c3 білий пішак · b2 чорна тура · f2 білий пішак · g1 чорний слон | e8 білий кінь · h8 чорна тура · a7 чорний ферзь · d7 чорний пішак · h7 чорний пішак · b6 чорний пішак · g6 білий кінь · h6 білий король · d5 чорний король · g5 чорний пішак · h5 чорний слон · b4 біла тура · g4 білий слон · c3 білий пішак · b2 чорна тура · f2 білий пішак · g1 чорний слон | e8 білий кінь · h8 чорна тура · a7 чорний ферзь · d7 чорний пішак · h7 чорний пішак · b6 чорний пішак · g6 білий кінь · h6 білий король · d5 чорний король · g5 чорний пішак · h5 чорний слон · b4 біла тура · g4 білий слон · c3 білий пішак · b2 чорна тура · f2 білий пішак · g1 чорний слон | e8 білий кінь · h8 чорна тура · a7 чорний ферзь · d7 чорний пішак · h7 чорний пішак · b6 чорний пішак · g6 білий кінь · h6 білий король · d5 чорний король · g5 чорний пішак · h5 чорний слон · b4 біла тура · g4 білий слон · c3 білий пішак · b2 чорна тура · f2 білий пішак · g1 чорний слон | e8 білий кінь · h8 чорна тура · a7 чорний ферзь · d7 чорний пішак · h7 чорний пішак · b6 чорний пішак · g6 білий кінь · h6 білий король · d5 чорний король · g5 чорний пішак · h5 чорний слон · b4 біла тура · g4 білий слон · c3 білий пішак · b2 чорна тура · f2 білий пішак · g1 чорний слон | e8 білий кінь · h8 чорна тура · a7 чорний ферзь · d7 чорний пішак · h7 чорний пішак · b6 чорний пішак · g6 білий кінь · h6 білий король · d5 чорний король · g5 чорний пішак · h5 чорний слон · b4 біла тура · g4 білий слон · c3 білий пішак · b2 чорна тура · f2 білий пішак · g1 чорний слон | e8 білий кінь · h8 чорна тура · a7 чорний ферзь · d7 чорний пішак · h7 чорний пішак · b6 чорний пішак · g6 білий кінь · h6 білий король · d5 чорний король · g5 чорний пішак · h5 чорний слон · b4 біла тура · g4 білий слон · c3 білий пішак · b2 чорна тура · f2 білий пішак · g1 чорний слон | 2 |
| 1 | e8 білий кінь · h8 чорна тура · a7 чорний ферзь · d7 чорний пішак · h7 чорний пішак · b6 чорний пішак · g6 білий кінь · h6 білий король · d5 чорний король · g5 чорний пішак · h5 чорний слон · b4 біла тура · g4 білий слон · c3 білий пішак · b2 чорна тура · f2 білий пішак · g1 чорний слон | e8 білий кінь · h8 чорна тура · a7 чорний ферзь · d7 чорний пішак · h7 чорний пішак · b6 чорний пішак · g6 білий кінь · h6 білий король · d5 чорний король · g5 чорний пішак · h5 чорний слон · b4 біла тура · g4 білий слон · c3 білий пішак · b2 чорна тура · f2 білий пішак · g1 чорний слон | e8 білий кінь · h8 чорна тура · a7 чорний ферзь · d7 чорний пішак · h7 чорний пішак · b6 чорний пішак · g6 білий кінь · h6 білий король · d5 чорний король · g5 чорний пішак · h5 чорний слон · b4 біла тура · g4 білий слон · c3 білий пішак · b2 чорна тура · f2 білий пішак · g1 чорний слон | e8 білий кінь · h8 чорна тура · a7 чорний ферзь · d7 чорний пішак · h7 чорний пішак · b6 чорний пішак · g6 білий кінь · h6 білий король · d5 чорний король · g5 чорний пішак · h5 чорний слон · b4 біла тура · g4 білий слон · c3 білий пішак · b2 чорна тура · f2 білий пішак · g1 чорний слон | e8 білий кінь · h8 чорна тура · a7 чорний ферзь · d7 чорний пішак · h7 чорний пішак · b6 чорний пішак · g6 білий кінь · h6 білий король · d5 чорний король · g5 чорний пішак · h5 чорний слон · b4 біла тура · g4 білий слон · c3 білий пішак · b2 чорна тура · f2 білий пішак · g1 чорний слон | e8 білий кінь · h8 чорна тура · a7 чорний ферзь · d7 чорний пішак · h7 чорний пішак · b6 чорний пішак · g6 білий кінь · h6 білий король · d5 чорний король · g5 чорний пішак · h5 чорний слон · b4 біла тура · g4 білий слон · c3 білий пішак · b2 чорна тура · f2 білий пішак · g1 чорний слон | e8 білий кінь · h8 чорна тура · a7 чорний ферзь · d7 чорний пішак · h7 чорний пішак · b6 чорний пішак · g6 білий кінь · h6 білий король · d5 чорний король · g5 чорний пішак · h5 чорний слон · b4 біла тура · g4 білий слон · c3 білий пішак · b2 чорна тура · f2 білий пішак · g1 чорний слон | e8 білий кінь · h8 чорна тура · a7 чорний ферзь · d7 чорний пішак · h7 чорний пішак · b6 чорний пішак · g6 білий кінь · h6 білий король · d5 чорний король · g5 чорний пішак · h5 чорний слон · b4 біла тура · g4 білий слон · c3 білий пішак · b2 чорна тура · f2 білий пішак · g1 чорний слон | 1 |
|   | a | b | c | d | e | f | g | h |   |

b) -b4,   c) -g4,   d) -g6,
e) -e8,    f) -c3,   g) -f2

a) 1. Te2 Se5 2. Te4 Tb5#
b) 1. Ke4 Le2 2. d5   Sd6#
c) 1. Ke6 Se7 2. Lf7 Te4#
d) 1. Ke5 Kg5 2. d5   f4#
e) 1. Tc8 Ld7 2. Tc5 Td4#
f)  1. Tc2  f4   2. Tc5 Se7#
g) 1. d6   Ld7 2. Lc5 Sf6#
Тема пройшла при 7-ми близнюках.

### Тема в формі послідовних близнюків
При вираженні цієї форми теми використовуються послідовні близнюки. Перший близнюк має певне рішення. Наступний близнюк «b)» утворюється при знятті фігури з початкової позиції близнюка «а)». Для утворення наступного близнюка «с)» береться початкова позиція близнюка «b)» і знову знімається фігура. Близнюків повинно бути, як відмічено вище, більше двох. Ця форма є більш ефектна, оскільки з кожним наступним близнюком зменшується кількість фігур на шахівниці.
|   | a | b | c | d | e | f | g | h |   |
| 8 | c8 чорна тура · e8 чорний кінь · h8 чорний слон · c7 чорний король · d7 чорний пішак · e7 чорний пішак · g7 білий кінь · b5 білий пішак · f5 білий король · b4 біла тура · c3 чорний ферзь · a2 чорний слон | c8 чорна тура · e8 чорний кінь · h8 чорний слон · c7 чорний король · d7 чорний пішак · e7 чорний пішак · g7 білий кінь · b5 білий пішак · f5 білий король · b4 біла тура · c3 чорний ферзь · a2 чорний слон | c8 чорна тура · e8 чорний кінь · h8 чорний слон · c7 чорний король · d7 чорний пішак · e7 чорний пішак · g7 білий кінь · b5 білий пішак · f5 білий король · b4 біла тура · c3 чорний ферзь · a2 чорний слон | c8 чорна тура · e8 чорний кінь · h8 чорний слон · c7 чорний король · d7 чорний пішак · e7 чорний пішак · g7 білий кінь · b5 білий пішак · f5 білий король · b4 біла тура · c3 чорний ферзь · a2 чорний слон | c8 чорна тура · e8 чорний кінь · h8 чорний слон · c7 чорний король · d7 чорний пішак · e7 чорний пішак · g7 білий кінь · b5 білий пішак · f5 білий король · b4 біла тура · c3 чорний ферзь · a2 чорний слон | c8 чорна тура · e8 чорний кінь · h8 чорний слон · c7 чорний король · d7 чорний пішак · e7 чорний пішак · g7 білий кінь · b5 білий пішак · f5 білий король · b4 біла тура · c3 чорний ферзь · a2 чорний слон | c8 чорна тура · e8 чорний кінь · h8 чорний слон · c7 чорний король · d7 чорний пішак · e7 чорний пішак · g7 білий кінь · b5 білий пішак · f5 білий король · b4 біла тура · c3 чорний ферзь · a2 чорний слон | c8 чорна тура · e8 чорний кінь · h8 чорний слон · c7 чорний король · d7 чорний пішак · e7 чорний пішак · g7 білий кінь · b5 білий пішак · f5 білий король · b4 біла тура · c3 чорний ферзь · a2 чорний слон | 8 |
| 7 | c8 чорна тура · e8 чорний кінь · h8 чорний слон · c7 чорний король · d7 чорний пішак · e7 чорний пішак · g7 білий кінь · b5 білий пішак · f5 білий король · b4 біла тура · c3 чорний ферзь · a2 чорний слон | c8 чорна тура · e8 чорний кінь · h8 чорний слон · c7 чорний король · d7 чорний пішак · e7 чорний пішак · g7 білий кінь · b5 білий пішак · f5 білий король · b4 біла тура · c3 чорний ферзь · a2 чорний слон | c8 чорна тура · e8 чорний кінь · h8 чорний слон · c7 чорний король · d7 чорний пішак · e7 чорний пішак · g7 білий кінь · b5 білий пішак · f5 білий король · b4 біла тура · c3 чорний ферзь · a2 чорний слон | c8 чорна тура · e8 чорний кінь · h8 чорний слон · c7 чорний король · d7 чорний пішак · e7 чорний пішак · g7 білий кінь · b5 білий пішак · f5 білий король · b4 біла тура · c3 чорний ферзь · a2 чорний слон | c8 чорна тура · e8 чорний кінь · h8 чорний слон · c7 чорний король · d7 чорний пішак · e7 чорний пішак · g7 білий кінь · b5 білий пішак · f5 білий король · b4 біла тура · c3 чорний ферзь · a2 чорний слон | c8 чорна тура · e8 чорний кінь · h8 чорний слон · c7 чорний король · d7 чорний пішак · e7 чорний пішак · g7 білий кінь · b5 білий пішак · f5 білий король · b4 біла тура · c3 чорний ферзь · a2 чорний слон | c8 чорна тура · e8 чорний кінь · h8 чорний слон · c7 чорний король · d7 чорний пішак · e7 чорний пішак · g7 білий кінь · b5 білий пішак · f5 білий король · b4 біла тура · c3 чорний ферзь · a2 чорний слон | c8 чорна тура · e8 чорний кінь · h8 чорний слон · c7 чорний король · d7 чорний пішак · e7 чорний пішак · g7 білий кінь · b5 білий пішак · f5 білий король · b4 біла тура · c3 чорний ферзь · a2 чорний слон | 7 |
| 6 | c8 чорна тура · e8 чорний кінь · h8 чорний слон · c7 чорний король · d7 чорний пішак · e7 чорний пішак · g7 білий кінь · b5 білий пішак · f5 білий король · b4 біла тура · c3 чорний ферзь · a2 чорний слон | c8 чорна тура · e8 чорний кінь · h8 чорний слон · c7 чорний король · d7 чорний пішак · e7 чорний пішак · g7 білий кінь · b5 білий пішак · f5 білий король · b4 біла тура · c3 чорний ферзь · a2 чорний слон | c8 чорна тура · e8 чорний кінь · h8 чорний слон · c7 чорний король · d7 чорний пішак · e7 чорний пішак · g7 білий кінь · b5 білий пішак · f5 білий король · b4 біла тура · c3 чорний ферзь · a2 чорний слон | c8 чорна тура · e8 чорний кінь · h8 чорний слон · c7 чорний король · d7 чорний пішак · e7 чорний пішак · g7 білий кінь · b5 білий пішак · f5 білий король · b4 біла тура · c3 чорний ферзь · a2 чорний слон | c8 чорна тура · e8 чорний кінь · h8 чорний слон · c7 чорний король · d7 чорний пішак · e7 чорний пішак · g7 білий кінь · b5 білий пішак · f5 білий король · b4 біла тура · c3 чорний ферзь · a2 чорний слон | c8 чорна тура · e8 чорний кінь · h8 чорний слон · c7 чорний король · d7 чорний пішак · e7 чорний пішак · g7 білий кінь · b5 білий пішак · f5 білий король · b4 біла тура · c3 чорний ферзь · a2 чорний слон | c8 чорна тура · e8 чорний кінь · h8 чорний слон · c7 чорний король · d7 чорний пішак · e7 чорний пішак · g7 білий кінь · b5 білий пішак · f5 білий король · b4 біла тура · c3 чорний ферзь · a2 чорний слон | c8 чорна тура · e8 чорний кінь · h8 чорний слон · c7 чорний король · d7 чорний пішак · e7 чорний пішак · g7 білий кінь · b5 білий пішак · f5 білий король · b4 біла тура · c3 чорний ферзь · a2 чорний слон | 6 |
| 5 | c8 чорна тура · e8 чорний кінь · h8 чорний слон · c7 чорний король · d7 чорний пішак · e7 чорний пішак · g7 білий кінь · b5 білий пішак · f5 білий король · b4 біла тура · c3 чорний ферзь · a2 чорний слон | c8 чорна тура · e8 чорний кінь · h8 чорний слон · c7 чорний король · d7 чорний пішак · e7 чорний пішак · g7 білий кінь · b5 білий пішак · f5 білий король · b4 біла тура · c3 чорний ферзь · a2 чорний слон | c8 чорна тура · e8 чорний кінь · h8 чорний слон · c7 чорний король · d7 чорний пішак · e7 чорний пішак · g7 білий кінь · b5 білий пішак · f5 білий король · b4 біла тура · c3 чорний ферзь · a2 чорний слон | c8 чорна тура · e8 чорний кінь · h8 чорний слон · c7 чорний король · d7 чорний пішак · e7 чорний пішак · g7 білий кінь · b5 білий пішак · f5 білий король · b4 біла тура · c3 чорний ферзь · a2 чорний слон | c8 чорна тура · e8 чорний кінь · h8 чорний слон · c7 чорний король · d7 чорний пішак · e7 чорний пішак · g7 білий кінь · b5 білий пішак · f5 білий король · b4 біла тура · c3 чорний ферзь · a2 чорний слон | c8 чорна тура · e8 чорний кінь · h8 чорний слон · c7 чорний король · d7 чорний пішак · e7 чорний пішак · g7 білий кінь · b5 білий пішак · f5 білий король · b4 біла тура · c3 чорний ферзь · a2 чорний слон | c8 чорна тура · e8 чорний кінь · h8 чорний слон · c7 чорний король · d7 чорний пішак · e7 чорний пішак · g7 білий кінь · b5 білий пішак · f5 білий король · b4 біла тура · c3 чорний ферзь · a2 чорний слон | c8 чорна тура · e8 чорний кінь · h8 чорний слон · c7 чорний король · d7 чорний пішак · e7 чорний пішак · g7 білий кінь · b5 білий пішак · f5 білий король · b4 біла тура · c3 чорний ферзь · a2 чорний слон | 5 |
| 4 | c8 чорна тура · e8 чорний кінь · h8 чорний слон · c7 чорний король · d7 чорний пішак · e7 чорний пішак · g7 білий кінь · b5 білий пішак · f5 білий король · b4 біла тура · c3 чорний ферзь · a2 чорний слон | c8 чорна тура · e8 чорний кінь · h8 чорний слон · c7 чорний король · d7 чорний пішак · e7 чорний пішак · g7 білий кінь · b5 білий пішак · f5 білий король · b4 біла тура · c3 чорний ферзь · a2 чорний слон | c8 чорна тура · e8 чорний кінь · h8 чорний слон · c7 чорний король · d7 чорний пішак · e7 чорний пішак · g7 білий кінь · b5 білий пішак · f5 білий король · b4 біла тура · c3 чорний ферзь · a2 чорний слон | c8 чорна тура · e8 чорний кінь · h8 чорний слон · c7 чорний король · d7 чорний пішак · e7 чорний пішак · g7 білий кінь · b5 білий пішак · f5 білий король · b4 біла тура · c3 чорний ферзь · a2 чорний слон | c8 чорна тура · e8 чорний кінь · h8 чорний слон · c7 чорний король · d7 чорний пішак · e7 чорний пішак · g7 білий кінь · b5 білий пішак · f5 білий король · b4 біла тура · c3 чорний ферзь · a2 чорний слон | c8 чорна тура · e8 чорний кінь · h8 чорний слон · c7 чорний король · d7 чорний пішак · e7 чорний пішак · g7 білий кінь · b5 білий пішак · f5 білий король · b4 біла тура · c3 чорний ферзь · a2 чорний слон | c8 чорна тура · e8 чорний кінь · h8 чорний слон · c7 чорний король · d7 чорний пішак · e7 чорний пішак · g7 білий кінь · b5 білий пішак · f5 білий король · b4 біла тура · c3 чорний ферзь · a2 чорний слон | c8 чорна тура · e8 чорний кінь · h8 чорний слон · c7 чорний король · d7 чорний пішак · e7 чорний пішак · g7 білий кінь · b5 білий пішак · f5 білий король · b4 біла тура · c3 чорний ферзь · a2 чорний слон | 4 |
| 3 | c8 чорна тура · e8 чорний кінь · h8 чорний слон · c7 чорний король · d7 чорний пішак · e7 чорний пішак · g7 білий кінь · b5 білий пішак · f5 білий король · b4 біла тура · c3 чорний ферзь · a2 чорний слон | c8 чорна тура · e8 чорний кінь · h8 чорний слон · c7 чорний король · d7 чорний пішак · e7 чорний пішак · g7 білий кінь · b5 білий пішак · f5 білий король · b4 біла тура · c3 чорний ферзь · a2 чорний слон | c8 чорна тура · e8 чорний кінь · h8 чорний слон · c7 чорний король · d7 чорний пішак · e7 чорний пішак · g7 білий кінь · b5 білий пішак · f5 білий король · b4 біла тура · c3 чорний ферзь · a2 чорний слон | c8 чорна тура · e8 чорний кінь · h8 чорний слон · c7 чорний король · d7 чорний пішак · e7 чорний пішак · g7 білий кінь · b5 білий пішак · f5 білий король · b4 біла тура · c3 чорний ферзь · a2 чорний слон | c8 чорна тура · e8 чорний кінь · h8 чорний слон · c7 чорний король · d7 чорний пішак · e7 чорний пішак · g7 білий кінь · b5 білий пішак · f5 білий король · b4 біла тура · c3 чорний ферзь · a2 чорний слон | c8 чорна тура · e8 чорний кінь · h8 чорний слон · c7 чорний король · d7 чорний пішак · e7 чорний пішак · g7 білий кінь · b5 білий пішак · f5 білий король · b4 біла тура · c3 чорний ферзь · a2 чорний слон | c8 чорна тура · e8 чорний кінь · h8 чорний слон · c7 чорний король · d7 чорний пішак · e7 чорний пішак · g7 білий кінь · b5 білий пішак · f5 білий король · b4 біла тура · c3 чорний ферзь · a2 чорний слон | c8 чорна тура · e8 чорний кінь · h8 чорний слон · c7 чорний король · d7 чорний пішак · e7 чорний пішак · g7 білий кінь · b5 білий пішак · f5 білий король · b4 біла тура · c3 чорний ферзь · a2 чорний слон | 3 |
| 2 | c8 чорна тура · e8 чорний кінь · h8 чорний слон · c7 чорний король · d7 чорний пішак · e7 чорний пішак · g7 білий кінь · b5 білий пішак · f5 білий король · b4 біла тура · c3 чорний ферзь · a2 чорний слон | c8 чорна тура · e8 чорний кінь · h8 чорний слон · c7 чорний король · d7 чорний пішак · e7 чорний пішак · g7 білий кінь · b5 білий пішак · f5 білий король · b4 біла тура · c3 чорний ферзь · a2 чорний слон | c8 чорна тура · e8 чорний кінь · h8 чорний слон · c7 чорний король · d7 чорний пішак · e7 чорний пішак · g7 білий кінь · b5 білий пішак · f5 білий король · b4 біла тура · c3 чорний ферзь · a2 чорний слон | c8 чорна тура · e8 чорний кінь · h8 чорний слон · c7 чорний король · d7 чорний пішак · e7 чорний пішак · g7 білий кінь · b5 білий пішак · f5 білий король · b4 біла тура · c3 чорний ферзь · a2 чорний слон | c8 чорна тура · e8 чорний кінь · h8 чорний слон · c7 чорний король · d7 чорний пішак · e7 чорний пішак · g7 білий кінь · b5 білий пішак · f5 білий король · b4 біла тура · c3 чорний ферзь · a2 чорний слон | c8 чорна тура · e8 чорний кінь · h8 чорний слон · c7 чорний король · d7 чорний пішак · e7 чорний пішак · g7 білий кінь · b5 білий пішак · f5 білий король · b4 біла тура · c3 чорний ферзь · a2 чорний слон | c8 чорна тура · e8 чорний кінь · h8 чорний слон · c7 чорний король · d7 чорний пішак · e7 чорний пішак · g7 білий кінь · b5 білий пішак · f5 білий король · b4 біла тура · c3 чорний ферзь · a2 чорний слон | c8 чорна тура · e8 чорний кінь · h8 чорний слон · c7 чорний король · d7 чорний пішак · e7 чорний пішак · g7 білий кінь · b5 білий пішак · f5 білий король · b4 біла тура · c3 чорний ферзь · a2 чорний слон | 2 |
| 1 | c8 чорна тура · e8 чорний кінь · h8 чорний слон · c7 чорний король · d7 чорний пішак · e7 чорний пішак · g7 білий кінь · b5 білий пішак · f5 білий король · b4 біла тура · c3 чорний ферзь · a2 чорний слон | c8 чорна тура · e8 чорний кінь · h8 чорний слон · c7 чорний король · d7 чорний пішак · e7 чорний пішак · g7 білий кінь · b5 білий пішак · f5 білий король · b4 біла тура · c3 чорний ферзь · a2 чорний слон | c8 чорна тура · e8 чорний кінь · h8 чорний слон · c7 чорний король · d7 чорний пішак · e7 чорний пішак · g7 білий кінь · b5 білий пішак · f5 білий король · b4 біла тура · c3 чорний ферзь · a2 чорний слон | c8 чорна тура · e8 чорний кінь · h8 чорний слон · c7 чорний король · d7 чорний пішак · e7 чорний пішак · g7 білий кінь · b5 білий пішак · f5 білий король · b4 біла тура · c3 чорний ферзь · a2 чорний слон | c8 чорна тура · e8 чорний кінь · h8 чорний слон · c7 чорний король · d7 чорний пішак · e7 чорний пішак · g7 білий кінь · b5 білий пішак · f5 білий король · b4 біла тура · c3 чорний ферзь · a2 чорний слон | c8 чорна тура · e8 чорний кінь · h8 чорний слон · c7 чорний король · d7 чорний пішак · e7 чорний пішак · g7 білий кінь · b5 білий пішак · f5 білий король · b4 біла тура · c3 чорний ферзь · a2 чорний слон | c8 чорна тура · e8 чорний кінь · h8 чорний слон · c7 чорний король · d7 чорний пішак · e7 чорний пішак · g7 білий кінь · b5 білий пішак · f5 білий король · b4 біла тура · c3 чорний ферзь · a2 чорний слон | c8 чорна тура · e8 чорний кінь · h8 чорний слон · c7 чорний король · d7 чорний пішак · e7 чорний пішак · g7 білий кінь · b5 білий пішак · f5 білий король · b4 біла тура · c3 чорний ферзь · a2 чорний слон | 1 |
|   | a | b | c | d | e | f | g | h |   |

b)=a) -c8,  c)=b) -a2,   d)=c) -e8,
e)=d) -c3,   f)=e) -h8,   g)=f) -b5,
h)=g) -g7,   j)=h) -e7,   k)=j) -d7

a) 1. Kd8 Td4 2. Le6+ S:e6#
b) 1. Ld5 Tc4 2. Kd6 S:e8#
c) 1. Kd8 Td4 2. Dc8 Se6#
d) 1. Kd8 Th4 2. Dc7 T:h8#
e) 1. Kd6 Se6 2. Ld4 T:d4#
f)  1. Kd6 Se6 2. Kd5 Td4#
h) 1. Kd8 Kf6  2. Ke8 Tb8#
j)  1. Kd8 Kf6  2. Ke8 Tb8#
k) 1. Kd8 Ke6 2. Ke8 Tb8#
До цієї задачі Яків Владіміров у своїй книзі дав такий коментар:
«Як і в справжньому шоу, гру закінчено, коли «знімати» вже більше ні́чого».

### Тема в змішаній формі
При вираженні змішаної форми повинно бути, як мінімум, два тематичних близнюка однієї з попередніх форм, і від кожного з них відповідно утворитись по два близнюка другої форми.